# Sanja Burić
Sanja Burić (Sarajevo, 10. travnja 1973. – Sarajevo, 14. rujna 2021.) bila je bosanskohercegovačka kazališna, televizijska i filmska glumica.

## Životopis
Studirala je na Međunarodnoj kazališnoj školi Jaques Lecoq u Parizu, Cours Florentu u Parizu i Akademiji scenskih umjetnosti u Sarajevu. Kao kazališna glumica radila je u sarajevskom Narodnom kazalištu, Kamenom teatru 55, Otvorenoj sceni OBALA, Kazalištu mladih i zeničkom Bosanskom narodnom kazalištu. Bila je i redovna profesorica na Akademiji scenskih umjetnosti u Sarajevu.
Početkom rujna 2021. doživjela je moždani udar zbog kojeg je bila deset dana hospitalizirana, ali je 14. rujna preminula od posljedica.

## Filmografija

### Televizijske uloge
- "Crna kronika" kao Aida (2004. – 2006.)
- "Viza za budućnost" kao Dijana (2002. – 2005.)

### Filmske uloge
- "Teško je biti fin" kao gatara (2007.)
- "Grbavica" kao Mirha (2006.)
- "Dobro uštimani mrtvaci" kao Prevejalka (2005.)
- "Kod amidže Idriza" kao Šejla (2004.)
- "Ljeto u zlatnoj dolini" kao slučajna prolaznica (2003.)
- "Dobrodošli u Sarajevo" kao Alma (1997.)

## Vanjske poveznice
- Sanja Burić u internetskoj bazi filmova IMDb-u (engl.)